# O 18 de Brumário de Luís Bonaparte
O 18 de Brumário de Luís Bonaparte (em alemão: Der achtzehnte Brumaire des Louis Bonaparte ou Der achtzehnte Brumaire des Louis Napoleon) é uma obra de Karl Marx escrita entre dezembro de 1851 e março de 1852, ano em que foi publicada na revista Die Revolution.
No livro, o autor evoca o golpe de estado de 2 de dezembro de 1851, por meio do qual Luís Bonaparte, então presidente da República Francesa, instaurou o Segundo Império na França. A análise de Marx parte dos acontecimentos revolucionários em França, entre 1848 e 1851, que levaram ao golpe de estado após o qual Luís Bonaparte nomeou-se imperador, com o nome de Napoleão III, emulando seu tio, Napoleão I.
Em O 18 de Brumário de Luís Bonaparte, Marx desenvolve as teses fundamentais do materialismo histórico: a teoria da luta de classes e da revolução proletária, a doutrina do Estado e o conceito de ditadura do proletariado. Destaca-se a conclusão de Marx sobre a atitude do proletariado em relação ao Estado burguês, na França: 

"A república parlamentar, na sua luta contra a revolução, viu-se obrigada a fortalecer, juntamente com as medidas repressivas, os meios e a centralização do poder do governo. Todas as revoluções aperfeiçoavam esta máquina, em vez de a destruir. Os partidos que lutavam alternadamente pela dominação, consideravam a tomada de posse deste imenso edifício do Estado como a presa principal do vencedor." 

A questão campesinato como aliado da classe operária na revolução iminente, o papel dos partidos políticos na vida social e uma caracterização profunda da essência do bonapartismo são outros aspectos marcantes da obra.

## Análise da obra

### Uma farsa da história
Marx inicia o texto lembrando que Hegel afirma que "todos os grandes fatos e personagens da história universal aparecem como que duas vezes. Mas ele esqueceu-se de acrescentar: uma vez como tragédia e a outra como farsa." A partir daí, relaciona o golpe de Estado do General Napoleão Bonaparte, que derrubou o Diretório, em 9 de novembro de 1799 (ou seja, em 18 de brumário, Ano VIII da Revolução Francesa) com o golpe perpetrado por seu sobrinho, que ele chama "a segunda edição do 18 de brumário". De fato, ao mesmo tempo em que se refere à primeira fase da Revolução Francesa como um momento heroico da burguesia (com Camille Desmoulins, Danton, Robespierre, Saint-Just e Napoleão), Marx vê o golpe de Luís Napoleão apenas como mera reação militar repressiva.

### Sociogênese do regime
Marx procura explicar o movimento da história através da dinâmica entre as classes sociais. A obra é assim uma continuação do seu livro anterior, As Lutas de Classes na França de 1848 a 1850, cujas teses são retomadas, incluindo a ideia de que a República é um instrumento de dominação da burguesia. O período de 1848 a 1851 é, assim, analisado do ponto de vista do antagonismo de classe.
"A França apenas parece escapar ao despotismo de uma classe para voltar a cair no despotismo de um indivíduo, e
precisamente sob a autoridade de um indivíduo sem autoridade. O Estado aparentemente tornara-se independente da sociedade, para  subjugá-la: "Em vez de ser a própria sociedade a ter conquistado um novo conteúdo, parece simplesmente que o Estado voltou à sua forma mais antiga, à dominação desavergonhadamente simples do sabre e da sotaina."

### Sociologia política do campesinato
Marx faz um julgamento basicamente negativo do campesinato, que ele vê como um aliado objetivo da classe dominante. Comparando-o a um saco de batatas, amorfo e sem vontade, considera que os camponeses não formam uma classe e estariam prontos a cair, a qualquer momento, nas mãos de forças sociais superiores a eles e encarnadas precisamente nos Bonaparte, que ter-se-iam apoiado no campesinato conservador, aproveitando-se da fé supersticiosa e dos preconceitos do camponês: 
"A dinastia de Bonaparte não representa o camponês revolucionário, mas o conservador; não o camponês que luta para sair da sua condição social de vida, a parcela [de terra], mas aquele que, pelo contrário, quer consolidá-la; não a população rural que, com a sua própria energia, é unida às cidades, quer derrubar a velha ordem, mas a que, pelo contrário, sombriamente retraída nessa velha ordem, quer ver-se salva e preferida, juntamente com a sua parcela, pelo espectro do império. Não representa a ilustração, o esclarecimento, mas a superstição do camponês; não o seu juízo, mas o seu prejuízo, não o seu futuro, mas o seu passado…"